# Pierre de Witasse
Pour les articles homonymes, voir Witasse.
Pierre Charles Octave de Witasse, né le 6 août 1878 à Senlis et mort à Paris le 26 novembre 1956, est un diplomate et homme politique français, qui occupa la fonction de Ministre d'État de Monaco de 1944 à 1948.

## Biographie
Licencié en lettres et diplômé de l'École libre des sciences politiques, il rentre dans la diplomatie et intègre le Ministère des Affaires étrangères en 1903.
Il est consul de France à Tunis en 1916, à Alexandrie de 1919 à 1924, puis il devient consul général au Maroc en 1926.
Envoyé extraordinaire et ministre plénipotentiaire au Caire, il inaugure la nouvelle légation, l’actuelle ambassade de France, le 19 février 1938.
Il est ministre d'État de Monaco de 1944 à 1948.

## Décorations
- Officier dans l’ordre national de la Légion d’honneur (France), 1928
- Commandeur dans l’ordre national de la Légion d’honneur (France), 1939